# Den Vildeste Danser
Den Vildeste Danser var et dansk underholdningsprogram og dansekonkurrence, som blev produceret af Blu og som blev sendt i 2020 på TV 2. Programmet var en versionering af det internationale koncept The Greatest Dancer, skabt af Simon Cowell, hvor amatør- og professionelle dansere indenfor forskellige dansegenrer dystede, enkeltvis eller i grupper, mod hinanden under mentorskabet af programmets tre dommere. Efter liveoptræden blev danserne bedømt af dommerne, og sammenholdt med publikums stemmer, blev det besluttet, hvilke dansere, der gik videre i konkurrence, frem til finalen, hvor tre finalister dystede om titlen.
Programmets dommere var Silas Holst, Mille Gori og Sonny Fredie-Pedersen, mens programmets værter var Christiane Schaumburg-Müller og Christopher Læssø.
Programmet blev kun sendt i én sæson, og blev grundet lave seertal (ca. 514.000 seere ved finaleprogrammet) ikke forlænget.

## Den Vildeste Danser 2020
| Rangering     | Act                     | Team  |
| ------------- | ----------------------- | ----- |
| Førstepladsen | Olivia                  | Silas |
| Andenpladsen  | Twenty                  | Sonny |
| Tredjepladsen | Champions League Family | Sonny |